# اچ‌ای‌تی-پی-۶
اچ‌ای‌تی-پی-۶ یک ستاره است که در صورت فلکی زن برزنجیر قرار دارد.